# Игра кодова
Игра кодова (енгл. The Imitation Game) амерички је историјски филм из 2014. године, у режији Мортена Тилдума, снимљен по сценарију Грејама Мура који је делимично заснован на књизи Алан Тјуринг: Енигма Ендруа Хоџиза.
Радња прати математичара, логичара, криптографа и пионира модерног рачунарства Алана Тјуринга који за време Другог светског рата успео да дешифрује немачку Енигму што је помогло Савезницима да победе у рату, али је касније осуђен за дело „велике непристојности” због своје хомосексуалности. Улогу Алана Тјуринга тумачи Бенедикт Камбербач, док поред њега у филму наступају Кира Најтли, Метју Гуд, Марк Стронг и Чарлс Данс.
Игра кодова остварила је добру зараду на биоскопским благајнама, наишла на позитивне реакције критичара и нашла се на листи десет најбољих филмова 2014. по избору Америчког филмског института. Такође је номинована за бројна престижна признања укључујући осам Оскара, девет награда БАФТА, пет Златних глобуса и три награде Удружења глумаца.

## Радња
Године 1951. полиција истражује математичара Алана Тјуринга након наводне провале у његову кућу. Током испитивања, Тјуринг говори о свом раду у Блечли парку током Другог светског рата.
Године 1928. младог Тјуринга стално малтретирају у интернату. Он се спријатељава са Кристофером Моркомом, који изазива његово интересовање за криптографију, и убрзо развија романтична осећања према њему. Међутим, Кристофер убрзо умире од туберкулозе.
Када Уједињено Краљевство објави рат Немачкој 1939. године, Тјуринг се придружује тиму за криптографију Хјуа Александера, Џона Кернкроса, Питера Хилтона, Кита Фурмана и Чарлса Ричардса у Блечли парку, под командом Аластера Денистона. Њихов задатак је да анализирају машину Енигма, коју нацисти користе за слање кодираних порука.
Тјуринг, верујући да су његове колеге инфериорне, самостално ради на дизајну машине за дешифровање порука Енигме. Када Денистон одбије да финансира трошкове израде машине од 100.000 фунти, Тјуринг контактира премијера Винстона Черчила, који га поставља за вођу тима и одобрава им финансијска средства. Тјуринг отпушта Фурмана и Ричардса и објављује тешку укрштеницу у новинама како би пронашао њихову замену.
Џоун Кларк, дипломкиња са Кембриџа, положила је Тјурингов тест, али њена породица јој не дозвољава да ради са мушким криптографима. Тјуринг јој организује да живи и ради са женама које пресрећу поруке и са њом дели своје планове. Џоун помаже Тјурингу да се умили колегама, који почињу да га поштују.
Тјурингова машина, коју он именује Кристофер, је конструисана, али не може довољно брзо да одреди подешавања шифровања Енигме; Немци их ресетују сваки дан. Денистон наређује да се машина уништи и Тјуринг отпусти, али остали криптографи прете да ће дати отказ ако Тјуринг оде.
Када Џоун открије да ће отићи због родитељског притиска, Тјуринг је запроси, што она прихвата. Током њихове вереничке забаве, Тјуринг потврђује Кернкросу да је хомосексуалац, а овај му саветује да чува то као тајну.
Слушајући једну службеницу како прича о порукама које прима од једног истог немачког кодера, Тјуринг доживљава откровење: може да програмира машину да декодира речи за које већ зна да се јављају у одређеним порукама. Немачки кодер увек почиње своју прву поруку на исти начин што дозвољава Кристоферу да брзо декодира све дневне поруке. Поново калибрирајући машину, она брзо декодира поруку, а криптографи славе.
Откривши да ће британски конвој ускоро бити нападнут, Тјуринг схвата да ће Немци, ако савезници изненада зауставе напад, знати да је Енигма угрожена и променити јој подешавања. Стога, екипа неће моћи да одреагује на сваку дешифровану поруку, па ни да спасу конвој иако их Питер преклиње, пошто је његов брат тамо. Тјуринг креира статистички модел за одабир упозорења за слање којима би се максимизирала штета код непријатеља и минимизирало откривање.
Откривши да је Кернкрос совјетски шпијун, Тјуринг се суочава са њим. Овај тврди да су Совјети савезници, који се боре за исте циљеве, и прети да ће, ако се осети угроженим, узвратити откривањем Тјурингове сексуалности. Када се чини да главни агент MI6 Стјуарт Мензис прети Џоун, Тјуринг открива да је Кернкрос шпијун. Испоставља се да је Мензис то већ знао, као и да је пуштао дезинформације Совјетима у британску корист.
Тјуринг позива Џоун да напусти Блечли парк, откривајући јој да је хомосексуалац. Она је одувек сумњала у то, али инсистира да би њих двоје ионако били срећни заједно. У страху за њену безбедност, Тјуринг каже да никада није марио за њу, и да ју је користио само за њене вештине криптографије. Иако сломљеног срца, Џоун остаје, знајући колико је то важно. Она одбија да се повинује ономе што Тјуринг или њени родитељи желе да уради, или шта мисле о њеним одлукама.
После рата, Мензис налаже криптографима да униште доказе јер MI6 жели да владе верују да имају савршене машине за шифровање. Чланови тима више никада не би требало да се састану или поделе оно што су урадили.
Године 1952. Тјуринг је осуђен због хомосексуалности и подвргава се хемијској кастрацији уместо затворске казне, како би могао да настави свој посао. Џоун га посећује, сведочи његовом физичком и менталном пропадању и покушава да га утеши.
Епилог открива да је Тјуринг извршио самоубиство 7. јуна 1954. након годину дана хормонске терапије коју је прописала влада. Краљица Елизабета II му је 2013. дала постхумно краљевско помиловање. Историчари процењују да је разбијање Енигме скратило рат за више од две године, спасивши преко 14 милиона живота; а Тјурингов рад је био први корак ка модерним рачунарима.

## Улоге
| Глумац              | Улога            |
| ------------------- | ---------------- |
| Бенедикт Камбербач  | Алан Тјуринг     |
| Алекс Лоутер (млад) | Алан Тјуринг     |
| Кира Најтли         | Џоун Кларк       |
| Метју Гуд           | Хју Александер   |
| Марк Стронг         | Стјуарт Мензиз   |
| Чарлс Данс          | Аластер Денистон |
| Ален Лич            | Џон Кернкрос     |
| Метју Берд          | Питер Хилтон     |
| Рори Кинир          | детектив Нок     |
| Џек Банон           | Кристофер Морком |